# Adolf Roos
Carl Johan Adolf Roos, född 22 juli 1858 i Uppsala församling, död 1 februari 1937 i Danderyds församling, Stockholms län, var en lantbruksingenjör och riksdagspolitiker.
Adolf Roos var son till Adolf Wilhelm Roos. Efter mogenhetsexamen i Stockholm 1877 praktiserade Roos i jordbruk och genomgick 1878–1880 Ultuna lantbruksinstitut. Han var därefter andre lärare vid Östergötlands lantbruksskola på Haddorp 1880–1882, lantbruksstipendiat 1882–1885, arbetsledare vid olika regleringsarbeten 1885–1887 samt statens lantbruksingenjör på Gotland 1888–1890 och i Kronobergs län 1891–1918. Han utsågs 1893 till VD för Wexjö–Virserums järnvägsaktiebolagsaktiebolag och blev därefter den drivande kraften i fråga om järnvägarnas utveckling i Kronobergs län. Bland annat förestod han byggandet av fyra olika järnvägar. Roos var ledamot av stadsfullmäktige i Växjö 1903–1918 och av första kammaren 1911–1919. Han tillhörde Första kammarens nationella parti och hade sin huvudsakliga riksdagsverksamhet förlagd till bankoutskottet. Efter sin avgång ur statstjänt ägnade sig Roos åt skötseln av egendomen Djursnäs utanför Nynäshamn, som han innehade från 1903. Han deltog även som äldre flitigt i det kommunala livet och var bland annat ordförande i Ösmo landskommuns kommunalstämma från 1921, Från 1926 var han VD i Stockholm-Nynäs järnvägsaktiebolag. Roos utgav flera broschyrer i jordbruksfrågor samt skildrade i en serie artiklar i Nya Dagligt Allehanda 1921 en sex månaders resa runt jorden.